# Kalitea
Kalitea (gr. Καλλιθέα) – miasto w Grecji, w administracji zdecentralizowanej Attyka, w regionie Attyka, w jednostce regionalnej Ateny-Sektor Południowy, położone w granicach Wielkich Aten, siedziba i jedyna miejscowość gminy Kalitea, ośrodek przemysłu spożywczego i włókienniczego.
W 2011 roku liczyło 100 641 mieszkańców.